# Gonzalo Vial Correa
Gonzalo Vial Correa (Santiago, 29 de agosto de 1930-ibídem, 30 de octubre de 2009) fue un historiador, abogado, periodista y político chileno. Se desempeñó como ministro de Educación Pública durante la dictadura militar del general Augusto Pinochet, entre 1978 y 1979.

## Biografía
Cuarto hijo —de un total de seis— de Wenceslao Vial Ovalle y Ana Correa Sánchez, fue hermano del médico Juan de Dios Vial Correa. Realizó sus estudios primarios y secundarios en el Colegio de los Sagrados Corazones de Santiago. Posteriormente, continuó los superiores en la carrera de derecho en la Pontificia Universidad Católica de Chile (PUC), titulándose en 1957 y recibiendo el «Premio Tocornal», que se otorga al mejor alumno de derecho de cada promoción. Simultáneamente estudió pedagogía en historia, y algunos de sus mentores en esa carrera fueron Jaime Eyzaguirre, Mario Góngora y Ricardo Krebs.
A fines del decenio de 1960 militó brevemente en el Partido Nacional.

### Actividad profesional
Ejerció como docente en la escuela de derecho y en la de sociología de la Universidad Católica. Fue decano de la Facultad de Historia, Geografía de la Universidad Metropolitana de Ciencias de la Educación y de la Facultad de Educación de la Universidad Finis Terrae.
Durante el segundo gobierno del presidente Carlos Ibáñez del Campo, se desempeñó como secretario privado del destacado líder nacionalista y ministro de Hacienda Jorge Prat.
Fue miembro del Consejo de Defensa del Estado y del de Ética de los Medios de Comunicación Social. Además, presidía la Fundación Educacional Barnechea, de la cual fue fundador junto con su esposa, María Luisa Vial Cox.

### Historiador y periodista
Fue miembro de número de la Academia Chilena de la Historia —de la cual recibió el Premio Miguel Cruchaga— y de la Real Academia Española de la Historia. Discípulo de Jaime Eyzaguirre, fue un exponente de la historiografía chilena de carácter conservadora.
Su principal obra es la Historia de Chile (1891 – 1973), un claro intento de continuar la Historia de Chile desde la Prehistoria hasta 1891 de Francisco Antonio Encina. Inicia esta obra con una crítica del desarrollo de Chile entre el suicidio de dos presidentes, y la absoluta incompetencia de la clase política (muy en especial el parlamento) del período parlamentario y del período comprendido entre el segundo gobierno de Alessandri y Allende.
En su obra final, Historia de Chile, observa que al país le hace falta un consenso político sobre el cual construirse.
Nunca recibió el Premio Nacional de Historia.
También ejerció como periodista (colegiado): fue cofundador de las revistas Portada y Qué Pasa. Como columnista del diario La Segunda, criticaba fuertemente a los gobiernos de la Concertación por sus políticas educacionales y por su denominada "agenda valórica". Sostuvo por años la necesidad de incrementar el subsidio educacional a los sectores más pobres del país.

### Dictadura militar y derechos humanos
Poco después del Golpe de Estado en Chile de 1973, colaboró en la redacción del Libro Blanco del cambio de gobierno en Chile, que buscó justificar el golpe instalando la idea de que el gobierno de Salvador Allende planeaba un autogolpe, en lo que se denominó el Plan Zeta. Años más tarde, se demostró que este supuesto plan había sido un montaje de los militares para exterminar a los líderes opositores y a los altos mandos de las Fuerzas Armadas afines a Salvador Allende.
Según el informe de la Comisión Valech, los contenidos del Libro Blanco serían sólo propaganda política, y una excusa para justificar el golpe. No obstante, insistió en la validez de los documentos relativos al Plan Zeta, planteando, por otro lado, que el propio MIR propuso públicamente un golpe de Estado y una dictadura del proletariado con la ayuda de sectores de las FF.AA. que les fuesen proclives; dijo además que los propios militares no estaban de acuerdo con que se hiciera pública la existencia del Plan a fines de 1973, ya que aún investigaban el tema, por lo que no habrían tenido una intención propagandística.
Entre 1978 y 1979 fue ministro de Educación Pública de la dictadura militar encabezado por el general Augusto Pinochet, siendo separado del cargo abruptamente. Se sospechó de la masonería por su súbito reemplazo, por su condición de católico y exalumno de la PUC.
Durante la dictadura, criticó públicamente la situación de los derechos humanos. Luego del retorno a la democracia, integró la Comisión Nacional de Verdad y Reconciliación (1990-1991), que elaboró el llamado "Informe Rettig". También participó en la Mesa de Diálogo (1999-2000), pero no firmó su declaración final por considerarla inútil para el objetivo de la instancia, que era encontrar los cuerpos de los detenidos desaparecidos.

## Reconocimientos
Recibió el Premio Mejores Obras Literarias Publicadas 1996, que otorga el Consejo Nacional del Libro y la Lectura, por su ensayo Arturo Prat; en 2005, Vial fue votado como el intelectual más influyente de Chile por 112 personas del mundo académico y político nacional. En agosto de 2010, la Escuela de Historia de la Universidad Finis Terrae instituyó un premio con su nombre. En 2015 fue instalada en la plaza Lo Barnechea el conjunto escultórico Leer, saber, pensar, de María Angélica Echavarri en homenaje a Vial.

## Obras

### Libros
- Historia de Chile (1891-1973) (ISBN 956-12-1429-6), 6 volúmenes publicados:
  - La sociedad chilena en el cambio de siglo (1891-1920) ISBN 956-12-1168-8
  - Triunfo y decadencia de la oligarquía (1891- 1920) ISBN 956-12-1169-6
  - Arturo Alessandri y los golpes militares (1920-1925) ISBN 956-12-1170-X
  - La dictadura de Ibáñez (1925-1931) ISBN 956-12-1201-3
  - De la república socialista al frente popular (1931-1938) ISBN 956-12-1403-2
- Pinochet, la biografía ISBN 956-239-233-3
- Arturo Prat ISBN 956-13-1306-5
- Salvador Allende: El fracaso de una ilusión ISBN 956-8147-09-8
- Chile, cinco siglos de historia; desde los primeros pobladores prehispánicos hasta el año 2006. 2 Tomos. ISBN 978-956-12-2014-0

#### Coautor
- Historia del Senado de Chile ISBN 9561313154
- Balmaceda y la guerra civil ISBN 9567184010
- La Sudamericana de Vapores en la historia de Chile ISBN 9561212404
- Jorge Alessandri 1896-1986: una biografía ISBN 9561212064
- Jaime Eyzaguirre en su tiempo ISBN 9561214830
  - Libro Blanco del cambio de gobierno en Chile

#### Recopilación
- Gonzalo Vial: Política y crisis social (Ediciones Ideapaís, 2020). Segunda edición ampliada 2024
- Chile en el tiempo: Sociedad, política y crisis (Editorial Tanto Monta, 2021)

### Artículos
- Decadencia y ruina de los aztecas (1961)
- Teoría y práctica de la igualdad en Indias (1964)
- Historiografía de la Independencia de Chile (1965)
- La nobleza chilena a fines del período indiano: Esquema para su estudio jurídico teórico y práctico (1972)
- Decadencia, consensos y unidad nacional en 1973 (1984)
- El pensamiento social de Jaime Eyzaguirre (1986)
- En la perspectiva de la filosofía política cristiana: Democracia y relativismo ético (1997)
- Aplicación en Chile de la pragmática sobre el matrimonio de los hijos de familia (2000)
- Revisistando el "Ensayo" de Mario Góngora a 20 años de su muerte (2006)